# Los sufis
Los sufis (en inglés, The Sufis) es uno de los libros de Idries Shah más conocidos sobre sufismo. Fue publicado por primera vez en 1964 con una introducción de Robert Graves. El libro introdujo las ideas sufis a occidente de una forma accesible al público en general en un momento en el que el estudio del sufismo estaba restringido a orientalistas.
Poco antes de su muerte, Shah señaló que sus libros forman un curso completo de estudios que puede cumplir la misma función que él estando vivo. De esta forma, Los sufis es parte de un programa de estudios más amplio.

## Resumen
Evitando un acercamiento puramente académico, Shah dio un panorama general de los conceptos sufis, incluyendo biografías detalladas de sus exponentes más importantes a lo largo de los siglos, como Rumi e Ibn al-Arabi. A la vez, presentó materiales de enseñanza sufí como las historias tradicionales o el corpus de cuentos de Mulá Nasrudín. El libro también dio detalles sobre la influencia sufí en la cultura occidental, insospechada hasta entonces. Según Shah, la masonería, Cervantes, la caballería occidental, la alquimia y San Francisco de Asis, entre otros, fueron directa o indirectamente influenciados por los sufís y por sus ideas, a menudo como resultado del contacto entre oriente y occidente en lugares como España o Sicilia durante la Edad Media.    

## Repercusión
Cuando apareció, el libro causó un gran impacto en muchos pensadores y artistas, incluyendo a la novelista Doris Lessing, al poeta Ted Hughes y al escritor Geoffrey Grigson. Lessing describe el libro como “la mejor introducción al corpus de Shah”, añadiendo que, al leerlo, “uno se ve forzado a usar su mente de un modo novedoso”. Ganadora del Premio Nobel de Literatura, la autora británica describe el libro en The Washington Post como “un libro seminal, que puede ser considerado un punto de inflexión”.
Richard Smoley y Jay Kinney, escritores de Hidden Wisdom: A Guide to the Western Inner Traditions (2006) describen Los sufis como una completa y entretenida introducción al sufismo. Consideran que “el punto de vista de Shah se refleja a lo largo de todo el libro y [que] algunas de las afirmaciones históricas son debatibles (ninguna lleva nota al pie), pero ningún libro ha tenido tanto éxito en hacer que el público en general se interese en el sufismo".
La reseña de Richard C. Munn para Journal of the American Oriental Society, dice que “uno no puede aproximarse a la lectura ni en el rol de investigador académico ni en el rol de buscador, debido a que el autor bloqueó astutamente ambos acercamientos, del mismo modo en el que lo haría un sheik sufi. Si la esencia sufi es intraducible a la forma de un libro, naturalmente permanecerá así; pero Idries Shah, 'jugando' con el lector y esparciendo 'focos de información' a lo largo del libro ha conseguido, quizá, dar al lector un vislumbre de la 'experiencia' sufí”.

## Quincuagésimo aniversario (1964-2014)
En 2014 se cumplieron 50 años de la primera publicación de Los sufis. Para coincidir con el evento, el entonces reciente sello editorial ISF Publishing, en asociación con The Idries Shah Foundation Archivado el 12 de mayo de 2020 en Wayback Machine., publicó nuevas ediciones en papel y en formato electrónico.    
Como parte de una iniciativa más amplia, The Idries Shah Foundation puso a disposición del público en general nuevas ediciones en papel y en formato electrónico, de muchos de los libros de Shah en inglés y otros idiomas occidentales, además del árabe, persa, urdu y turco.
En un artículo publicado en el sitio web Al Jazeera, John Bell y John Zada escriben acerca de la ola de extremismo y militancia intolerante desatada en Oriente y en África. Relatan la destrucción de muchos recursos culturales como bibliotecas, templos y mezquitas en lugares como Timbuktu, consideradas Patrimonio de la Humanidad por la UNESCO.
Explicando el histórico, rico y diverso trasfondo de la tradición sufí, impregnada en tolerancia, los autores sugieren que el material de Shah provee una contracara. Lo consideran un antídoto útil y oportuno al extremismo en oriente, al consumismo en occidente; y a la intolerancia, dogmatismo y estrechez de pensamiento, que tanto ellos como Shah ven como “prisiones” materiales, mentales y emocionales.
En un artículo en The Guardian, Jason Webster comparte la opinión de que “el camino sufí”, como es llamado, es un antídoto natural al fanatismo.
Webster considera entre los sufis islámicos clásicos (entre muchos otros) al polímata y poeta persa Omar Khayyám, al polímata andaluz Avërroes, al poeta y hagiógrafo persa Fariduddin Attar, y al poeta y teólogo persa Jalāl ad-Dīn Rumi. El autor de la reseña llama la atención sobre el hecho de que cuando Los sufis apareció por primera vez, The Washington Post lo declaró “un libro seminal”, y atrajo a escritores como Doris Lessing, J. D. Salinger y Geoffrey Grigson. El poeta Ted Hughes, a su vez, lo describió como “impactante” y escribió que “los sufis deben ser la sociedad de hombres sensatos más grande sobre la tierra”. De acuerdo con el autor de la reseña, otros personajes de occidente que han sido influenciados y atraídos por el sufismo son: San Francisco de Asis, el poeta, novelista y dramaturgo Miguel de Cervantes, el poeta y diplomático Sir Richard Burton, el destacado político británico Winston Churchill y el diplomático y economista Dag Hammarskjöld. 

## Reseñas
- Munn, Richard C. (1969). Libro reseñado: The Sufis por Idries Shah, Revista de la Sociedad Oriental Americana, Vol. 89, Núm. 1 (enero–marzo de 1969), pp. 279–281.